# كين ستيوارت
كين ستيوارت هو لاعب هوكي الجليد كندي، ولد في 29 مارس 1912 في Port Arthur, Ontario ‏ في كندا، وتوفي في 2 أبريل 2002.

## وصلات خارجية
- كين ستيوارت على موقع دوري الهوكي الوطني (الإنجليزية)
- كين ستيوارت على موقع EliteProspects.com (الإنجليزية)
- كين ستيوارت على موقع HockeyDB.com (الإنجليزية)
- كين ستيوارت على موقع Hockey-Reference.com (الإنجليزية)